# تسفي شرايبر
تسفي شرايبر (بالعبرية: צבי שרייבר‏) هو شخصية أعمال إسرائيلي، ولد في 9 يونيو 1969 في لندن في المملكة المتحدة.